# Saneczkarstwo na Zimowych Igrzyskach Olimpijskich 1964
Saneczkarstwo na Zimowych Igrzyskach Olimpijskich 1964 odbyło się w dniach 30 stycznia – 4 lutego 1964 roku. Zawodnicy walczyli w jedynkach kobiet i mężczyzn oraz dwójkach mężczyzn.

## Wyniki

### Jedynki mężczyzn
| Miejsce | Zawodnik                | Reprezentacja  | Czas    |
| ------- | ----------------------- | -------------- | ------- |
| złoto   | Thomas Köhler           | Niemcy         | 3:26,77 |
| srebro  | Klaus Bonsack           | Niemcy         | 3:27,04 |
| brąz    | Hans Plenk              | Niemcy         | 3:30,15 |
| 4.      | Rolf Greger Strøm       | Norwegia       | 3:31,21 |
| 5.      | Josef Feistmantl        | Austria        | 3:31,34 |
| 6.      | Mieczysław Pawełkiewicz | Polska         | 3:33,02 |
| 7.      | Carlo Prinoth           | Włochy         | 3:33,49 |
| 8.      | Franz Tiefenbacher      | Austria        | 3:33,86 |
| 9.      | Manfred Schmid          | Austria        | 3:34,04 |
| 10.     | Jan Hamřík              | Czechosłowacja | 3:34,37 |

### Dwójki mężczyzn
| Miejsce | Zawodnicy                               | Reprezentacja  | Czas    |
| ------- | --------------------------------------- | -------------- | ------- |
| złoto   | Josef Feistmantl Manfred Stengl         | Austria        | 1:41,62 |
| srebro  | Reinhold Senn Helmut Thaler             | Austria        | 1:41,91 |
| brąz    | Walter Außerdorfer Sigisfredo Mair      | Włochy         | 1:42,87 |
| 4.      | Walter Eggert Helmut Vollprecht         | Niemcy         | 1:43,08 |
| 5.      | Giampaolo Ambrosi Giovanni Graber       | Włochy         | 1:43,77 |
| 5.      | Lucjan Kudzia Ryszard Pędrak            | Polska         | 1:43,77 |
| 7.      | Edward Fender Mieczysław Pawełkiewicz   | Polska         | 1:45,13 |
| 8.      | Jan Hamřík Jiří Hujer                   | Czechosłowacja | 1:45,41 |
| 9.      | Beat Häsler Arnold Gartmann             | Szwajcaria     | 1:47,09 |
| 10.     | Christian Hallén-Paulsen Jan-Axel Strøm | Norwegia       | 1:47,82 |

### Jedynki kobiet
| Miejsce | Zawodniczka             | Reprezentacja  | Czas    |
| ------- | ----------------------- | -------------- | ------- |
| złoto   | Ortrun Enderlein        | Niemcy         | 3:24,67 |
| srebro  | Ilse Geisler            | Niemcy         | 3:27,42 |
| brąz    | Helene Thurner          | Austria        | 3:29,06 |
| 4.      | Irena Pawełczyk         | Polska         | 3:30,52 |
| 5.      | Barbara Gorgoń-Flont    | Polska         | 3:32,73 |
| 6.      | Oldříška Hátlová-Tylová | Czechosłowacja | 3:32,76 |
| 7.      | Friederike Matejka      | Austria        | 3:34,68 |
| 8.      | Helena Macher           | Polska         | 3:35,87 |
| 9.      | Hana Nesvadbová         | Czechosłowacja | 3:36,10 |
| 10.     | Minna Blüml             | Niemcy         | 3:36,32 |